# Damian Kurasz

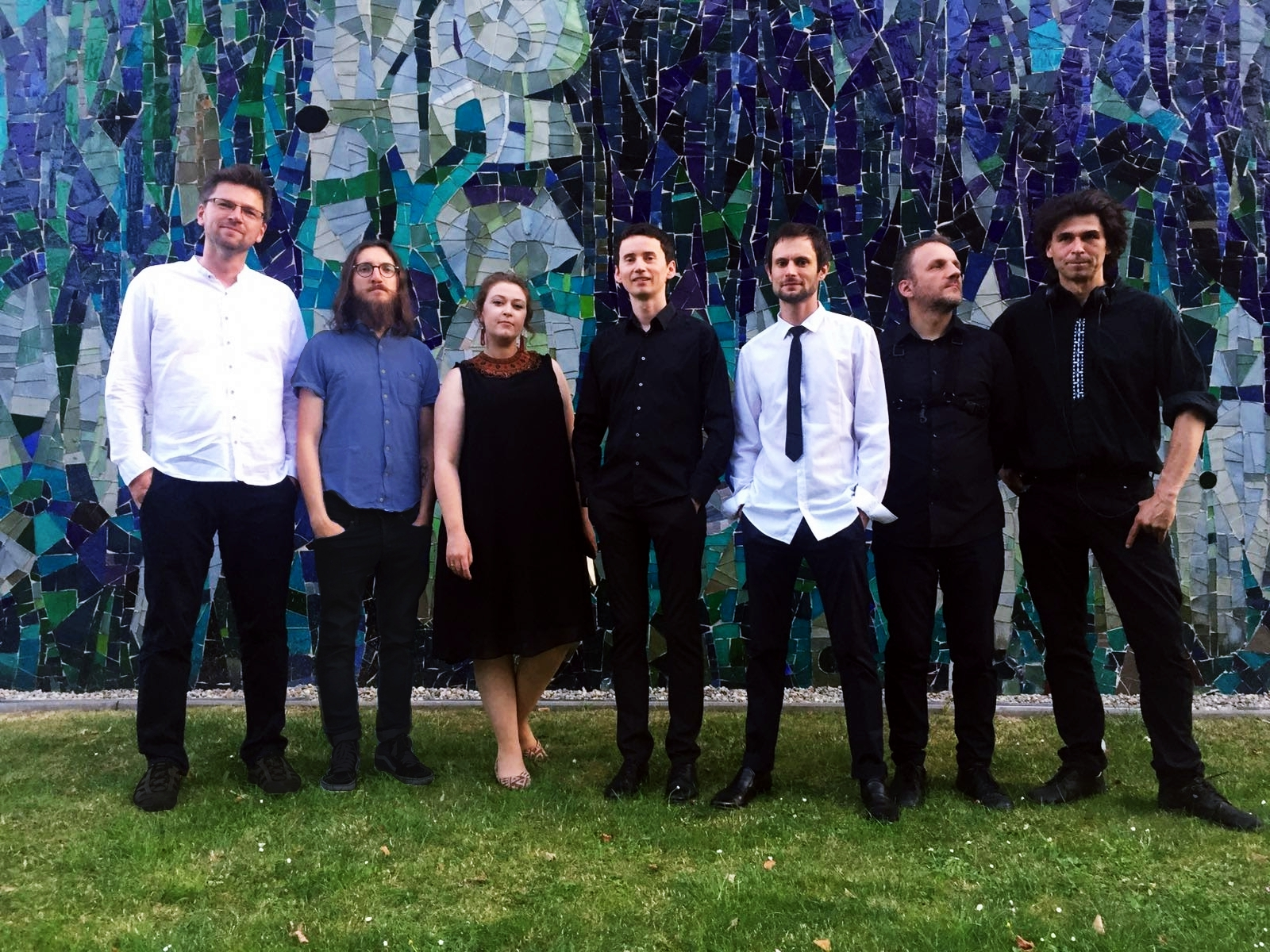
Damian Kurasz (w środku) wraz z grupą Tołhaje. Pierwszy z prawej Maciej Cierliński

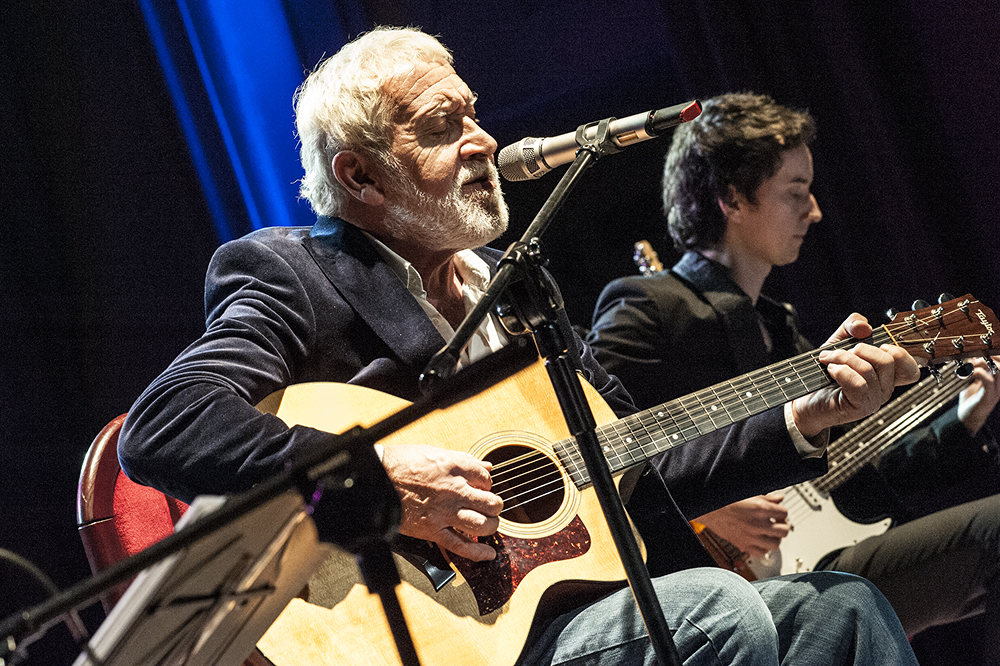
Damian Kurasz w Sali Kongresowej wraz z Gordonem Haskellem - brytyjskim gitarzystą i wokalistą - listopad 2011.

Damian Krzysztof Kurasz (ur. 12 listopada 1976 w Sanoku) – polski gitarzysta, muzyk sesyjny, kompozytor, aranżer, producent muzyczny, realizator nagrań, wykładowca, doktor sztuki.

## Życiorys
Damian Kurasz urodził się 12 listopada 1976 w Sanoku. Pochodzi z umuzykalnionej niezawodowo rodziny (ojciec grał na skrzypcach, matka na akordeonie). Jest synem Józefa (zm. 1989) i Czesławy Kurasz (1938-2023, z domu Podstawska, wicestarosta sanocka i radna Rady Powiatu Sanockiego oraz działaczka społeczna). Brat m.in. Iwony (ur. 1964), Janusza (ur. 1967), Anety (ur. 1968), Mariusza (ur. 1972, także muzyk, właściciel sklepu muzycznego i studia nagraniowego „Manek” w Sanoku) i Katarzyny (ur. 1978).
Naukę gry na gitarze rozpoczął w wieku 10 lat. W 1993 jego autorskie nagrania przesłane do czasopisma „Gitara i Bas” zostały entuzjastycznie ocenione przez Grzegorza Skawińskiego. Został absolwentem Państwowej Szkoły Muzycznej I i II st. im. Wandy Kossakowej w Sanoku kształcąc się pod kierunkiem Iwony Bodziak. W 1996 ukończył Zespół Szkół Mechanicznych w Sanoku z tytułem technika mechanika o specjalności naprawa i eksploatacja pojazdów samochodowych. W okresie nauki szkolnej był członkiem zespołów Fever (wraz z bratem Mariuszem, basistą) oraz Pigs in Space. W 2002 został absolwentem Wydziału Jazzu i Muzyki Rozrywkowej Akademii Muzycznej im. Karola Szymanowskiego w Katowicach, uzyskując dyplom magistra sztuki w specjalizacji gitary.
Na początku studiów wraz z Pawłem Steczkowskim utworzył grupę Smile System. Został członkiem grup: Tołhaje (współzałożyciel w 2000), Bieszczadersi, Stachursky (2003-2008), Pectus (od 2008 tymczasowo, od stycznia 2009 na stałe), My Bike (wraz z byłymi muzykami formacji Pectus), Aspidistra, zespołu Natalii Kukulskiej. Współpracował z przedstawicielami polskiej muzyki rozrywkowej: Justyna Steczkowska, Ania Szarmach, Kasia Klich, Georgina Tarasiuk, Michał Bajor, Piotr Rubik, Mario Szaban, Siwy Dym, Gordon Haskell, Jon Lord, Michael Bolton, Demis Roussos, Śrubki, Lemar, Patrizio Buane, Helena Vondráčková, Patricia Kazadi, Marcin Nowakowski, Loka, Michał Szpak.
Uczestniczył w programach telewizyjnych Idol, Taniec z Gwiazdami, Jak oni śpiewają, Show Time, Przebojowa noc, Tylko nas dwoje, Soapstar Superstar, Rodzina jak z nut, Must Be the Music. Tylko muzyka (wraz z grupą My Bike w 2014).
Został wykładowcą: w Instytucie Humanistyczno-Artystycznym Państwowej Wyższej Szkole Zawodowej im. Jana Grodka w Sanoku (2003–2009, wówczas także kierownikiem zespołu Instytutu Muzycznego), na Warsztatach Jazzowych Brzozowie (2009), w Szkole Muzycznej I st. w Dydni, w Instytucie Muzyki na Wydziale Pedagogiczno-Artystycznym Uniwersytetu Rzeszowskiego (2013), na Bieszczadzkich Warsztatach Muzycznych w Orelcu. Od 1 października 2017 zatrudniony na Uniwersytecie Rzeszowskim. W 2020 uzyskał stopień naukowy doktora sztuki (sztuki muzyczne) na Akademii Muzycznej im. Karola Szymanowskiego w Katowicach, na podstawie dysertacji pt. Język i środki wyrazu współczesnego gitarzysty jazzowego związane z zastosowaniem syntezatora gitarowego na przykładzie własnych kompozycji oraz autorskich aranżacji standardów muzyki rozrywkowej zawartych na płycie „My Favorites and Other Songs”.
Od 2002 żonaty z Katarzyną, z którą ma syna Franciszka i córkę Aleksandrę.

## Dyskografia
Członek grup
- 2002: A w niedziela rano (Tołhaje)
- 2009: Pectus (Pectus)[28]
- 2009: Stos praw (Pectus)[29]
- 2011: Stereokarpaty (Tołhaje)
- 2013: My Bike (My Bike)[30]

Muzyk sesyjny
- 1996: Forever Alone. Immortal (Lux Occulta), oraz produkcja muzyczna
- 2000: Dzień i Noc (Justyna Steczkowska)
- 2001: Mów do mnie jeszcze (Justyna Steczkowska)
- 2001: Turquoise (Turquoise)
- 2002: Alkimja (Justyna Steczkowska)
- 2002: Georgina (Georgina Tarasiuk)
- 2004: Soyka Sings Love Songs (Stanisław Sojka)
- 2004: Za kulisami (Michał Bajor)
- 2005: Trwam (Stachursky)
- 2005: Elvis z Poronina (Siwy Dym)[31]
- 2006: Sharmi (Ania Szarmach)
- 2006: Pierwszy stopień (Mario Szaban)
- 2008: Wspaniałe polskie przeboje (Stachursky)
- 2006: Taniec z gwiazdami (Orkiestra Adama Sztaby)
- 2008: Puchowe kołysanki (Justyna Steczkowska)
- 2008: The Road To Harry’s Bar, All Hits Live (Gordon Haskell)
- 2009: Song.pl (Robert Janowski)
- 2009: RubikOne (Piotr Rubik)
- 2009: Powrót do gry (Filip Sojka)[32]
- 2010: Inna (Ania Szarmach)
- 2011: Opisanie świata (Piotr Rubik)
- 2012: POZYTYWka (Ania Szarmach)

## Nagrody
- III miejsce w III konkursie Guitar City: 1998[33]
- I miejsce w V konkursie Guitar City: 2000[34], 2002
- Bursztynowy Słowik – dwukrotnie: 2006 (ze Stachurskym), 2009 (z grupą Pectus)